# Leucostegane
Leucostegane är ett släkte av ärtväxter. Leucostegane ingår i familjen ärtväxter.
Kladogram enligt Catalogue of Life:
| Leucostegane | \| \| Leucostegane grandis \| \| \| \| \| \| Leucostegane latistipulata \| \| \| \| |
|              | \| \| Leucostegane grandis \| \| \| \| \| \| Leucostegane latistipulata \| \| \| \| |
|              | Leucostegane grandis                                                                |
|              |                                                                                     |
|              | Leucostegane latistipulata                                                          |
|              |                                                                                     |